# Harbel
Harbel ist eine Kleinstadt im Margibi County in der westafrikanischen Republik Liberia, sie hatte bei der Volkszählung (2008) 23.402 Ew und befindet sich am Unterlauf des Farmington River, etwa 15 Kilometer von der Atlantikküste entfernt.
Harbel liegt etwa 24 Kilometer östlich der Hauptstadt Monrovia und bildet das Zentrum der
1926 von der Firestone Tire & Rubber Company begründeten Kautschukplantage.
Der Ortsname Harbel wurde aus den Vornamen des Gründers Harvey S. Firestone und seiner Frau Idabelle abgeleitet. An den Hauptort Harbel grenzt im Norden die von den US-Amerikanern errichtete Werkssiedlung Harbelville, jenseits des Flusses liegt der Ort Owensgrove. Am südlichen Stadtrand befindet sich das Gelände des Roberts International Airport, der modernste Flughafen des Landes.
Am Farmington River bei „Mount Hydo“  befindet sich das Firestone-Wasserkraftwerk zur Stromerzeugung. Ein von der Firestone Plantage angelegter Flusshafen ermöglicht den kostengünstigen Transport des Kautschuks in den nahen Freeport Monrovia. Der wichtigste Wirtschaftszweig der Stadt ist die Gummiindustrie. 1952 wurde in Harbel ein Institut für Tropenmedizin gegründet.